# Faro de Tosa de Mar
El faro de Tosa de Mar es un faro situado en la localidad de Tosa de Mar, en el extremo sur de la Costa Brava, en la provincia de Gerona, Cataluña, España. Está clasificado como Bien de Interés Cultural. Está gestionado por la autoridad portuaria del Puerto de Barcelona.